# Liste des cavités naturelles les plus longues de l'Aude
La liste des cavités naturelles les plus longues de l'Aude recense, sous forme de tableau(x), les cavités souterraines naturelles connues dans ce département français, dont le développement est supérieur ou égal à cinq cents mètres.
La communauté spéléologique considère qu'une cavité souterraine naturelle n'existe vraiment qu'à partir du moment où elle est « inventée » c'est-à-dire découverte (ou redécouverte), inventoriée, topographiée et publiée. Bien sûr, la réalité physique d'une cavité naturelle est la plupart du temps bien antérieure à sa découverte par l'homme ; cependant tant qu'elle n'est pas explorée, mesurée et révélée, la cavité naturelle n'appartient pas au domaine de la connaissance partagée.
La liste spéléométrique des 67 plus longues cavités naturelles de l'Aude (≥ cinq cents mètres) est actualisée à décembre 2019.
La plus longue cavité souterraine naturelle répertoriée dans le département de l'Aude est  « lo Gaugnas  », sur la commune de Cabrespine (cf. ligne 1 du tableau ci-dessous).
| \| Histogramme de la répartition des plus longues cavités naturelles de l'Aude par classe de développement -- Les 67 cavités citées fin 2021 sont réparties en 4 classes de développement -- \| \| \| \| \| \| \| \| \| \| \| \| \| \| \| classe I >= 5 000 m 8 cavité[s] \| classe II >= 2 000 m et < 5 000 m 11 cavités \| classe III >= 1 500 m et < 2 000 m 6 cavités \| classe IV >= 500 m et < 1 500 m 42 cavités \| \| |                                 |                                              |                                              |                                            |  |
| Le graphique qui aurait dû être présenté ici ne peut pas être affiché car il utilise l'ancienne extension Graph, désactivée pour des questions de sécurité. Des indications pour créer un nouveau graphique avec la nouvelle extension Chart sont disponibles ici . |                                 |                                              |                                              |                                            |  |
| Histogramme de la répartition des plus longues cavités naturelles de l'Aude par classe de développement -- Les 67 cavités citées fin 2021 sont réparties en 4 classes de développement -- |                                 |                                              |                                              |                                            |  |
| |                                 |                                              |                                              |                                            |  |
| | classe I >= 5 000 m 8 cavité[s] | classe II >= 2 000 m et < 5 000 m 11 cavités | classe III >= 1 500 m et < 2 000 m 6 cavités | classe IV >= 500 m et < 1 500 m 42 cavités |  |

## Cavités de l'Aude dont le développement est supérieur ou égal à5 000 mètres
8 cavités sont recensées dans cette « classe I », au 31-12-2019.
| Réf. | Cavité (autres noms)      | Commune           | Massif ou zone | Coordonnées (WGS 84)        | Développe. (mètres) | Dénivel. (mètres) | Sources ou références                    | Mise à jour |
| ---- | ------------------------- | ----------------- | -------------- | --------------------------- | ------------------- | ----------------- | ---------------------------------------- | ----------- |
| 1    | Lo Gaugnas                | Cabrespine        | Cabardès       | 43° 21′ 38″ N, 2° 27′ 33″ E | +022 500, m         | +0504, m          | Cds Aude & Grottocenter                  | 2002-00     |
| 2    | Grotte du TM 71           | Fontanès-de-Sault |                | 42° 45′ 26″ N, 2° 05′ 13″ E | +011 508, m         | +0137, m          | Cds Aude & Spéléo magazine n°97-98       | 2016-00     |
| 3    | Event de la Cascade       | Vignevieille      |                | 43° 00′ 15″ N, 2° 31′ 49″ E | +007 000, m         | +0105, m          | Cds Aude & Grottocenter                  | 2000-00     |
| 4    | Grotte de Trassanel       | Trassanel         |                | 43° 20′ 52″ N, 2° 25′ 59″ E | +006 525, m         | +0185, m          | Cds Aude & spéléoc n°27                  | 2000-00     |
| 5    | Grotte de Bournasset      | Sougraigne        |                | 42° 54′ 17″ N, 2° 24′ 22″ E | +006 142, m         | +0077, m          | Cds Aude                                 | 2000-00     |
| 6    | Gouffre des Vents d'Anges | Cabrespine        |                | 43° 22′ 15″ N, 2° 29′ 11″ E | +005 600, m         | +0353, m          | Cds Aude & soulanes                      | 2000-00     |
| 7    | Bufo Fret                 | Bugarach          |                | 42° 51′ 45″ N, 2° 22′ 08″ E | +005 534, m         | +0182, m          | Cds Aude & Grottocenter & Spelunca n°125 | 2000-00     |
| 8    | Grotte de l'Aguzou        | Escouloubre       |                | 42° 45′ 41″ N, 2° 05′ 32″ E | +005 000, m         | +0090, m          | Spéléométrie de la France                | 2000-00     |

## Cavités de l'Aude dont le développement est compris entre2 000 mètreset4 999 mètres
11 cavités sont recensées dans cette « classe II », au 31-12-2019.
| Réf. | Cavité (autres noms)                    | Commune                   | Massif ou zone   | Coordonnées (WGS 84)        | Développe. (mètres) | Dénivel. (mètres) | Sources ou références                   | Mise à jour |
| ---- | --------------------------------------- | ------------------------- | ---------------- | --------------------------- | ------------------- | ----------------- | --------------------------------------- | ----------- |
| 9    | Aven Gras                               | Rivel                     |                  | 42° 53′ 09″ N, 1° 59′ 18″ E | +003 500, m         | +0130, m          | Grottocenter                            | 2000-00     |
| 10   | Trou du Chandelier - Trou du Vieux Lion | Puivert                   | Plateau de Sault | 42° 52′ 48″ N, 2° 02′ 24″ E | +003 470, m         | +0120, m          | Spelunca n°153 & S.C Aude               | 2019-03     |
| 11   | Gourg de l'Antre                        | Soulatgé                  |                  | 42° 52′ 09″ N, 2° 28′ 36″ E | +003 089, m         | +0018, m          | Grottocenter & Info plongée 104         | 2012-01     |
| 12   | Font de Dotz                            | Bugarach                  |                  | 42° 52′ 42″ N, 2° 21′ 25″ E | +003 078, m         | +0063, m          | Cds Aude & Grottocenter & Spelunca n°62 | 2000-00     |
| 13   | Aven de Clergue                         | Trassanel                 |                  | 43° 21′ 02″ N, 2° 27′ 20″ E | +002 910, m         | +0171, m          | Cds Aude                                | 2000-00     |
| 14   | Réseau Varennes                         | Caunes-Minervois          | Minervois        | 43° 20′ 09″ N, 2° 31′ 22″ E | +002 604, m         | +0066, m          | Cds Aude & Grottocenter                 | 2000-00     |
| 15   | Trauc de l'Embuc                        | Cabrespine                |                  | 43° 21′ 12″ N, 2° 27′ 43″ E | +002 500, m         | +0056, m          | Cds Aude                                | 2000-00     |
| 16   | Barrenc de la Serre                     | Roquefort-des-Corbières   | Corbières        | 42° 57′ 37″ N, 2° 55′ 02″ E | +002 500, m         | +0465, m          | Cds Aude                                | 2000-00     |
| 17   | Aven du Ruisseau de Castanviels         | Caunes-Minervois          |                  | 43° 22′ 10″ N, 2° 30′ 37″ E | +002 500, m         | +0270, m          | Cds Aude & Grottocenter                 | 2000-00     |
| 18   | Trou du Vent des Bailleurs              | Sainte-Colombe-sur-Guette | Corbières        | 42° 44′ 26″ N, 2° 14′ 27″ E | +002 058, m         | +0121, m          | Cds Aude                                | 2000-00     |
| 19   | Grotte de Jouy                          | Marsa                     |                  | 42° 48′ 44″ N, 2° 07′ 30″ E | +002 000, m         | +0056, m          | Cds Aude                                | 2000-00     |

## Cavités de l'Aude dont le développement est compris entre1 500 mètreset1 999 mètres
6 cavités sont recensées dans cette « classe IV », au 31-12-2019.
| Réf. | Cavité (autres noms)      | Commune                   | Massif ou zone | Coordonnées (WGS 84)        | Développe. (mètres) | Dénivel. (mètres) | Sources ou références   | Mise à jour |
| ---- | ------------------------- | ------------------------- | -------------- | --------------------------- | ------------------- | ----------------- | ----------------------- | ----------- |
| 20   | Trauc de la Veirarà       | Sougraigne                |                | 42° 54′ 01″ N, 2° 23′ 37″ E | +001 960, m         | +0060, m          | Cds Aude & Grottocenter | 2000-00     |
| 21   | Traversée Cannac-Airolles | Trassanel                 |                | 43° 21′ 03″ N, 2° 27′ 19″ E | +001 900, m         | +0120, m          | Cds Aude                | 2000-00     |
| 22   | Grotte de la Madourneille | Mayronnes                 |                | 43° 02′ 40″ N, 2° 30′ 55″ E | +001 650, m         | +0059, m          | Cds Aude                | 2000-00     |
| 23   | Trauc de la Mandra        | Sougraigne                |                | 42° 54′ 36″ N, 2° 23′ 21″ E | +001 520, m         | +0139, m          | Cds Aude & Grottocenter | 2000-00     |
| 24   | Aven de la Pleine Lune    | Villardebelle             |                | 43° 01′ 21″ N, 2° 23′ 30″ E | +001 500, m         | +0241, m          | Cds Aude                | 2000-00     |
| 25   | Grotte du Majestier       | Sainte-Colombe-sur-Guette |                | 42° 44′ 38″ N, 2° 13′ 34″ E | +001 500, m         | +0035, m          | Cds Aude                | 2000-00     |

## Cavités de l'Aude dont le développement est compris entre500 mètreset1 499 mètres
42 cavités sont recensées dans cette « classe IV » au 31-12-2021.
| Réf. | Cavité (autres noms)            | Commune                | Massif ou zone   | Coordonnées (WGS 84)        | Développe. (mètres) | Dénivel. (mètres) | Sources ou références        | Mise à jour |
| ---- | ------------------------------- | ---------------------- | ---------------- | --------------------------- | ------------------- | ----------------- | ---------------------------- | ----------- |
| 26   | Résurgence du Bosc              | Rouffiac-des-Corbières |                  | 42° 53′ 22″ N, 2° 34′ 20″ E | +001 402, m         | +0059, m          | Spelunca n°95 & Grottocenter | 2013-09     |
| 27   | Trou du Vent du Blau            | Puivert                | Plateau de Sault | 42° 52′ 43″ N, 2° 02′ 34″ E | +001 400, m         | +0110, m          | Grottocenter                 | 2000-00     |
| 28   | Aven du Paradet                 | Camps-sur-l'Agly       |                  | 42° 50′ 26″ N, 2° 25′ 32″ E | +001 300, m         | +0063, m          | Grottocenter                 | 2000-00     |
| 29   | Trou de Balbonne                | Caunes-Minervois       |                  | 43° 21′ 57″ N, 2° 30′ 53″ E | +001 300, m         | +0197, m          | Spéléo Corbières Minervois   | 2022-02     |
| 30   | Grotte des Cazals               | Sallèles-Cabardès      | Cabardès         | 43° 20′ 39″ N, 2° 25′ 23″ E | +001 255, m         | +0089, m          | Cds Aude & Grottocenter      | 2000-00     |
| 31   | Grotte de la Muraille du Diable | Belvianes-et-Cavirac   | Forêt des Fanges | 42° 50′ 24″ N, 2° 12′ 10″ E | +001 200, m         | +0111, m          | Cds Aude & Grottocenter      | 2000-00     |
| 32   | Gouffre SP4                     | Belvis                 |                  | 42° 51′ 01″ N, 2° 04′ 25″ E | +001 150, m         | +0264, m          | Cds Aude                     | 2000-00     |
| 33   | Grottes des Levrettes           | Narbonne               |                  | 43° 12′ 00″ N, 2° 57′ 39″ E | +001 107, m         | +0046, m          | Cds Aude & Grottocenter      | 2000-00     |
| 34   | Grotte du Congoust              | Lagrasse               |                  | 43° 07′ 36″ N, 2° 36′ 54″ E | +001 060, m         | +0108, m          | Cds Aude & Grottocenter      | 2000-00     |
| 35   | Gouffres du Trabanet            | Nébias                 |                  | 42° 52′ 53″ N, 2° 04′ 14″ E | +001 035, m         | +0187, m          | Cds Aude & Grottocenter      | 2000-00     |
| 36   | Aven de la Station              | Fleury                 |                  | 43° 11′ 18″ N, 3° 11′ 43″ E | +001 000, m         | +0072, m          | Cds Aude                     | 2000-00     |
| 37   | Aven de l'Hydre                 | Feuilla                |                  | 42° 55′ 14″ N, 2° 52′ 15″ E | +001 000, m         | +0403, m          | Grottocenter                 | 2000-00     |
| 38   | Grotte du Rec d'Argent          | Gruissan               |                  | 43° 08′ 10″ N, 3° 05′ 14″ E | +001 000, m         | +0001, m          | Grottocenter                 | 2000-00     |
| 39   | Trauc de Gaubeille              | Sallèles-Cabardès      | Cabardès         | 43° 19′ 30″ N, 2° 25′ 05″ E | +001 000, m         | +0070, m          | Spéléométrie de la France    | 2000-00     |
| 40   | Barran de la Mousque d'Aze      | Paziols                |                  | 42° 51′ 30″ N, 2° 44′ 36″ E | +000945, m          | +0074, m          | Cds Aude & Grottocenter      | 2000-00     |
| 41   | Aven du Picou                   | Véraza                 |                  | 43° 00′ 01″ N, 2° 18′ 26″ E | +000920, m          | +0124, m          | Cds Aude & Grottocenter      | 2000-00     |
| 42   | Barrenc du Soula del Pinet      | Comus                  |                  | 42° 49′ 14″ N, 1° 51′ 56″ E | +000897, m          | +0467, m          | Cds Aude & Grottocenter      | 2000-00     |
| 43   | Grotte de Chincholle            | Camps-sur-l'Agly       |                  | 42° 50′ 31″ N, 2° 25′ 16″ E | +000884, m          | +0142, m          | Grottocenter                 | 2000-00     |
| 44   | Réseau de Caulière              | Mouthoumet             |                  |                             | +000850, m          | +0000, m          | Spéléométrie de la France    | 2000-00     |
| 45   | Caunhà de Rouairoux             | Labastide-en-Val       |                  | 43° 02′ 20″ N, 2° 29′ 11″ E | +000820, m          | +0119, m          | Cds Aude & Grottocenter      | 2000-00     |
| 46   | Aven de l'Étable                | Valmigère              |                  | 42° 59′ 32″ N, 2° 23′ 49″ E | +000820, m          | +0200, m          | Cds Aude & Grottocenter      | 2000-00     |
| 47   | Grotte de la Cigale             | Fournes-Cabardès       | Cabardès         | 43° 21′ 05″ N, 2° 27′ 02″ E | +000820, m          | +0094, m          | Cds Aude & Grottocenter      | 2000-00     |
| 48   | Grotte de Limousis              | Limousis               | Cabardès         | 43° 20′ 36″ N, 2° 24′ 49″ E | +000800, m          | +0040, m          | Cds Aude                     | 2000-00     |
| 49   | Trou des Mages                  | Villeneuve-Minervois   | Minervois        | 43° 19′ 52″ N, 2° 28′ 36″ E | +000735, m          | +0100, m          | Cds Aude & Grottocenter      | 2000-00     |
| 50   | Grotte du Pylone                | Mérial                 |                  | 42° 46′ 42″ N, 1° 58′ 02″ E | +000733, m          | +0039, m          | Grottocenter                 | 2000-00     |
| 51   | Aven de la Bentaillole          | Campagna-de-Sault      |                  | 42° 45′ 44″ N, 2° 01′ 16″ E | +000720, m          | +0235, m          | Cds Aude & Grottocenter      | 2000-00     |
| 52   | Grotte du Cinquantenaire        | Labastide-en-Val       |                  | 43° 03′ 14″ N, 2° 27′ 12″ E | +000710, m          | +0055, m          | Grottocenter & Cds Aude      | 2000-00     |
| 53   | Aven de Camplazens              | Narbonne               |                  | 43° 11′ 28″ N, 3° 07′ 41″ E | +000708, m          | +0095, m          | Spéléométrie de la France    | 2000-00     |
| 54   | Grotte du Cirque                | Cabrespine             |                  | 43° 21′ 05″ N, 2° 27′ 27″ E | +000705, m          | +0039, m          | Grottocenter                 | 2000-00     |
| 55   | Grotte de Caulière n° 5         | Mouthoumet             |                  |                             | +000700, m          | +0000, m          | Spéléométrie de la France    | 2000-00     |
| 56   | Évent de Coumescure             | Labastide-en-Val       |                  | 43° 03′ 41″ N, 2° 27′ 48″ E | +000700, m          | +0040, m          | Grottocenter & Cds Aude      | 2000-00     |
| 57   | Grotte des Oreillards           | La Fajolle             |                  | 42° 45′ 02″ N, 1° 57′ 29″ E | +000615, m          | +0026, m          | Cds Aude & Grottocenter      | 2000-00     |
| 58   | Gouffre du Mariolle             | Belvianes-et-Cavirac   |                  | 42° 50′ 10″ N, 2° 15′ 01″ E | +000590, m          | +0232, m          | Cds Aude                     | 2000-00     |
| 59   | Aven de l'Hospitalet            | Narbonne               |                  | 43° 10′ 06″ N, 3° 06′ 49″ E | +000570, m          | +0152, m          | Cds Aude                     | 2000-00     |
| 60   | Aven de la Coume Belle n° 2     | Mayronnes              |                  | 43° 02′ 35″ N, 2° 30′ 14″ E | +000555, m          | +0029, m          | Cds Aude & Grottocenter      | 2000-00     |
| 61   | Barrenc de l'Entraucade - SP2   | Belvis                 |                  | 42° 51′ 23″ N, 2° 03′ 38″ E | +000550, m          | +0208, m          | Cds Aude & Grottocenter      | 2000-00     |
| 62   | Caunhà de Bouisse               | Montjoi                |                  | 42° 59′ 24″ N, 2° 28′ 11″ E | +000530, m          | +0053, m          | Cds Aude & Grottocenter      | 2000-00     |
| 63   | Grotte des Nains                | Sallèles-Cabardès      | Cabardès         | 43° 19′ 52″ N, 2° 25′ 55″ E | +000520, m          | +0042, m          | Cds Aude & Grottocenter      | 2000-00     |
| 64   | Aven du Plan d'Arnaud           | Villardebelle          |                  | 43° 01′ 10″ N, 2° 23′ 50″ E | +000510, m          | +0100, m          | Grottocenter                 | 2000-00     |
| 65   | Grotte de Villanière            | Villanière             |                  | 43° 20′ 17″ N, 2° 21′ 53″ E | +000507, m          | +0035, m          | Cds Aude & Grottocenter      | 2000-00     |
| 66   | Barrenc de Picaussel            | Belvis                 |                  | 42° 51′ 37″ N, 2° 03′ 40″ E | +000500, m          | +0137, m          | Cds Aude                     | 2000-00     |
| 67   | Gouffre J 5                     | Puilaurens             |                  | 42° 50′ 04″ N, 2° 18′ 50″ E | +000500, m          | +0175, m          | Cds Aude & Grottocenter      | 2000-00     |

En attente : grotte de Nitable, Termes (Aude) : 3 000 m.